# کشک بادنجان

کشک و بادمجان نام یک خوراک ایرانی است که از کشک، بادمجان و چند افزودنی دیگر تشکیل شده‌است. این غذا معمولاً همراه با نان خورده می‌شود.

## طرز تهیه

### طرز پخت
بادنجان را پوست گرفته و نمک می‌پاشیم و بعد از یک ساعت که تلخی آن گرفته شد با آب سرد شده می‌شوییم و می‌گذاریم تا آب آن برود.
بادنجان را در روغن روی آتش ملایم سرخ می‌کنیم. بادنجان را از تابه خارج کرده و پیاز را در روغن باقی‌مانده تفت می‌دهیم. سپس سیر را کمی تفت می‌دهیم. زردچوبه را اضافه کرده و نعناع خشک را هم در آن تفت می‌دهیم. بعد از سرخ شدن نعناع، بادنجان را به تابه برمی‌گردانند و کمی آب می‌ریزند و در تابه را گذاشته و نیم ساعت روی آتش ملایم می‌گذارند تا نرم شود. همچنین می‌توانیم آن را بکوبیم تا یکنواخت شود. سپس کمی گردوی خرد شده به آن اضافه می‌کنیم و با گردو و کشک و پیازداغ و سیرداغ آن را تزئین می‌کنیم.